# Путятін Євгеній Петрович
Євгеній Петрович Путятін (нар. 21 лютого 1941, с. Олександрівка, Ізюмський район, Харківська область — пом. 12 січня 2020, м. Харків) — доктор технічних наук, професор, Заслужений діяч науки і техніки України (1992), завідувач кафедри інформатики факультету інформаційно-аналітичних технологій та менеджменту Харківського національного університету радіоелектроніки, кавалер ордену «Знак Пошани» (1984), лауреат золотої медалі ВДНГ СРСР (1986), лауреат бронзової медалі ВДНГ СРСР (1983), Відмінник освіти України, лауреат премії ім. С. І. Мосіна (1988), академік Міжнародної академії наук прикладної радіоелектроніки та Академії інформатики.

## Біографія
Євгеній Путятін народився 21 лютого 1941 року в селі Олександрівка Ізюмського району на Харківщині.
1963 року він закінчив з відзнакою Харківський політехнічний інститут за спеціальністю «математичні і лічильно-вирішальні прилади та пристрої». У тому ж році став викладачем кафедри кафедра обчислювальної техніки, а з 1964 року — кафедри математичного програмування та моделювання Харківського інституту гірничого машинобудування, автоматики і обчислювальної техніки.
Він успішно захистив дисертацію на присвоєння ступеня кандидата технічних наук за темою «Математичні моделі кольорового зору і їх технічні додатки» у Харківському інституті радіоелектроніки у 1967 році.
1968 року став доцентом кафедри техніки та застосування електронно-обчислювальних машин Харківського інституту радіоелектроніки.
1974 року Євгеній Путятін захистив докторську дисертацію за темою «Математичні моделі нормалізації зображень та їх технічні додатки» на базі Харківського інституту радіоелектроніки та Московського вищого технічного училища імені М. Е. Баумана за спеціальністю «обчислювальна техніка і системи управління».
Він став завідувачем кафедри застосування електронно-обчислювальних машин (з 1999 року — кафедри інформатики) Харківського національного університету радіоелектроніки у 1977 році.
Помер 12 січня 2020 року у місті Харків.

## Наукова робота
Євгенієм Путятіним був розроблений напрямок в розпізнаванні образів, що базується на теорії груп і нормалізації. Також було створено алгоритми нормалізації геометричних перетворень евклідової, метричної, афінної і проективної груп, що стали основою для розробки серії спеціалізованих технічних пристроїв із комп'ютерним зором. За його участі у 1980-х роках в СРСР було створено багатомашинний комплекс паралельної обробки і розпізнавання зображень з метою відпрацювання математичних моделей.
Євгеній Путятін був членом редколегії наукових журналів «Біоніка інтелекту» та «АСУ та прилади автоматики».
Він підготував 24 кандидата технічних наук і 5 докторів технічних наук (Володимира Машталіра, Володимира Гороховатського, С. І. Аверіна, Володимира Лискіна, В'ячеслава Савенкова).

## Творчий доробок
Євгеній Путятін автор майже 200 статей (12 навчальних посібників, 5 монографій, 38 патентів):
1. Путятин Е. П., Аверин С. И. Обработка изображений в робототехнике. — М.: Машиностроение, 1990. — 320с.
2. Методы корреляционного обнаружения объектов / Путятин Е. П., А. В. Гиренко, В. В. Ляшенко, В. П. Машталир, В. Д. Рыжиков. — Харьков: Изд-во АО «Бизнес-Информ», 1996. — 111 с.
3. Путятін Є. П., Гороховатський В. О., Матат О. О. Методи та алгоритми комп'ютерного зору: Навч. посібник. — Х: СМІТ, 2006. — 236 с.
4. Основи програмування мовою С++: Навчальний посібник / Є. П. Путятін, В. П. Степанов, В. П. Пчелінов, Т. Г. Долженкова, О. О. Матат. — Х: СМІТ, 2005. — 320 с.
5. Putyatin E., Matat E. Information systems technology. Image processing and pattern recognition. Kharkiv National University of Radio Electronics. — Kharkiv, 2003. — 105 p.
6. Путятин Е. П. Системное програмирование в современных операционных системах / Бондаренко М. Ф., Липанов А. В., Синельникова Т. Ф./ Уч. пос. — Харьков: СМІТ, 2005. — 429с.
7. Путятин Е. П. Численные методы решения задач на персональных компьютерах / Луговой А. В., Смагин Д. М. Степанов В. П. / Уч. Пос. — Кременчуг: КГПУ, 2002. — 584с.
8. Зройчикова О. В., Путятін Є. П. Сравнительный анализ разложений аффинных преобразований в задаче нормализации изображений // Вісник НТУ «ХПІ». Серія: Системний аналіз, управління та інформаційні технології. — № 62(1035)2013. — С. 40–47.
9. Свідоцтво № 57277, комп'ютерна програма «Інформаційна система по відображенню багатовимірних даних» Бритік В. І., Жиліна О. Ю., Путятін Є. П., дата реєстрації — 20.11.2014 р.
10. Путятин Е. П. Гинзбург М. М. Порівняльний аналіз прямокутної та гексагональної граток для дискретизації кривих / Бионика интеллекта. — 2012. –№ 2(79). — С.13-18.
11. Lyashenko V., Matarneh R., Kobylin O., Putyatin Y. P. Contour detection and allocation for cytological images using Wavelet analysis methodology //International Journal of Advance Research in Computer Science and Management Studies. — 2016. — Т. 4. — №. 1. — С. 85-94.
12. Свідоцтво № 64355, комп'ютерна програма «Інформаційна система по відображенню даних у п'ятивимірному просторі» Путятін Є. П., Бритік В. І., Кобзев В. Г., Семенець В. В., дата реєстрації — 10.12.2013 р.

## Захоплення
Євгеній Путятін захоплювався подорожами та зеленим агрофітнесом.

## Відзнаки та нагороди
- Заслужений діяч науки і техніки України (1992)[7];
- Орден «Знак Пошани» № 1200932 (1984);
- Золота медаль ВДНГ СРСР (постанова № 999-Н від 4 грудня 1986, свідоцтво № 4399);
- Бронзова медаль ВДНГ СРСР (постанова № 841-Н від 8 грудня 1983, свідоцтво № 56623);
- Відмінник освіти України[3];
- Лауреат премії ім. С. І. Мосіна (диплом № 1446 від 27 жовтня 1988);
- Диплом І ступеня регіональної виставки-ярмарки за фундаментальну наукову роботу: «Розпізнавання зображення методами нормалізації» (диплом від 25 лютого 2000);
- Знак «За наукові Досягнення» (посвідчення № 160, Наказ Міністра освіти і науки України № 1000к від 12 жовтня 2005);
- Лауреат стипендії імені В. В. Свиридова Харківської обласної державної адміністрації